# 은성중학교
은성중학교(恩成中學校)는 대한민국 서울특별시 강남구 도곡동에 있는 사립 중학교이다.

## 학교 연혁
- 1946년 10월 1일 : 은광학원을 이강목 선생이 설립하고 교장으로 취임
- 1955년 2월 15일 : 은광중학교 인가 받음
- 1975년 1월 25일 : 은광중학교 제25회 졸업(남녀공학), 제25회 졸업이후 학생받지 않음
- 1978년 3월 4일 : 은광중학교 5학급 재배정(여학생)
- 1989년 9월 1일 : 은광중학교에서 은광여자중학교로 교명 변경
- 2002년 12월 28일 : 학교법인 은광학원 이사장 김승제 선생 취임
- 2006년 1월 5일 : 학교법인 국암학원으로 법인 명칭 변경
- 2006년 3월 1일 : 은성중학교로 교명 변경, 남녀 공학으로 변경
- 2021년 2월 4일 : 제66회 졸업(5개 학급 138명 졸업, 총 졸업생 수 11,826명)
- 2022년 9월 1일 : 제16대 교장 원혜령 선생 취임
- 2023년 2월 8일 : 졸업생수 165명 (총 12,140명)
- 2023년 3월 2일 : 신입생수 168명 입학

## 참고 자료
- 은성중학교 - 한국교육학술정보원 학교알리미